# 魏斯美因河
50°7′49.45″N 11°15′10.57″E / 50.1304028°N 11.2529361°E
魏斯美因河（德語：Weismain），是德國的河流，位於該國東南部，由巴伐利亞負責管轄，屬於美因河的左支流，河道全長18.3公里，流域面積125平方公里，河口處在舊昆施塔特附近。